# I. e. 247
Évszázadok: i. e. 4. század – i. e. 3. század – i. e. 2. század
Évtizedek: i. e. 290-es évek – i. e. 280-as évek – i. e. 270-es évek – i. e. 260-as évek – i. e. 250-es évek – i. e. 240-es évek – i. e. 230-as évek – i. e. 220-as évek – i. e. 210-es évek – i. e. 200-as évek – i. e. 190-es évek
Évek: i. e. 252 – i. e. 251 – i. e. 250 – i. e. 249 –  i. e. 248 – i. e. 247 – i. e. 246 – i. e. 245 – i. e. 244 – i. e. 243 – i. e. 242

## Események

### Itália és Észak-Afrika
- Rómában Lucius Caecilius Metellust és Numerius Fabius Buteót választják consulnak.
- Az első pun háborúban Karthágó Szicíliában elvesztette minden birtokát Lilybaeum és Drepanum kivételével. Az itteni erők parancsnokságát Hamilcar Barcas veszi át, aki egy kisebb zsoldossereggel kiterjeszti az ellenőrzése alatt álló területet, visszaver egy római támadást és zsákmányoló portyákat indít Dél-Itália partvidékén.
- Róma kolóniát alapít a latiumi Aefulumban és Alsiumban.

### Kína
- Meghal Csin királya, Csuanghszian. Utóda fia, a 13 éves Csin Si Huang (a leendő első császár) aki helyett Lü Pu-vej főminiszter kormányoz régensként.

## Születések
- Hannibal Barca, karthágói hadvezér

## Fordítás
- Ez a szócikk részben vagy egészben  a(z)   247 BC című angol Wikipédia-szócikk ezen változatának fordításán alapul.  Az eredeti cikk szerkesztőit annak laptörténete sorolja fel. Ez a jelzés csupán a megfogalmazás eredetét és a szerzői jogokat jelzi, nem szolgál a cikkben szereplő információk forrásmegjelöléseként.